# Гавожиці
Гавожиці (пол. Gaworzyce, нім. Oberquell; until 1937: Quaritz) — село в Польщі, у гміні Гавожице Польковицького повіту Нижньосілезького воєводства. Населення — 1601 особа (2011).
У 1975-1998 роках село належало до Легницького воєводства.

## Демографія
Демографічна структура станом на 31 березня 2011 року:
|          | Загалом | Допрацездатний вік | Працездатний вік | Постпрацездатний вік |
| -------- | ------- | ------------------ | ---------------- | -------------------- |
| Чоловіки | 777     | 174                | 537              | 66                   |
| Жінки    | 824     | 176                | 490              | 158                  |
| Разом    | 1601    | 350                | 1027             | 224                  |